# Development Cup 2017
Development Cup 2017 byl 1. ročník turnaje národních družstev v ledním hokeji pro týmy z Evropy a Afriky, jejichž národní hokejové federace jsou členy IIHF a nezúčastní se v daném roce turnaje Mistrovství světa. Uskutečnil se od 29. září do 1. října 2017 v Canillu v Andoře za účasti čtyř zemí.

## Výsledky

### Základní skupina
|    |             | Maroko | Irsko | Portugalsko | Andorra | V | VP | PP | P | VG | OG | B |
| F  | Maroko      | ***    | 10:2  | 11:2        | 9:3     | 3 | 0  | 0  | 0 | 30 | 7  | 9 |
| F  | Irsko       | 2:10   | ***   | 9:4         | 5:3     | 2 | 0  | 0  | 1 | 16 | 17 | 6 |
| o3 | Portugalsko | 2:11   | 4:9   | ***         | 3:2     | 0 | 1  | 0  | 2 | 9  | 22 | 2 |
| o3 | Andorra     | 3:9    | 3:5   | 2:3         | ***     | 0 | 0  | 1  | 2 | 8  | 17 | 1 |

### Zápasy o 1. - 4. místo
|    | Finále      | Maroko      | Irsko   |
| 1. | Maroko      | ***         | 11:4    |
| 2. | Irsko       | 4:11        | ***     |
|    | o 3. místo  | Portugalsko | Andorra |
| 3. | Portugalsko | ***         | 5:3     |
| 4. | Andorra     | 3:5         | ***     |